# Desperta't!
Desperta't! (Awake! en anglès) és una revista publicada pels Testimonis de Jehovà. Juntament amb La Torre de Guaita constitueix un dels mitjans més importants de divulgació de les doctrines dels Testimonis de Jehovà. Aquestes dues són les publicacions més distribuïdes i traduïdes del món. En surten 3 números a l'any.

## Línia editorial
La revista afirma voler informar i orientar les persones i abraça diversos assumptes sobre cultura general i actualitat. La seua línia editorial és de neutralitat política i ètnica. Defensa la creença en un Creador i l'esperança en l'establiment d'una nova societat humana, sots el Regne de Déu.
Fa servir fonts convencionals de notícies, però també té els seus corresponsals. Els articles de Desperta't incentiven els lectors a reconèixer que els esdeveniments mundials compleixen profecies bíbliques. Pretén convèncer-los que vivim en els "Darrers Dies" i que aviat el Regne de Déu durà beneficis eterns per aquells que aprenguin i facin la voluntat de Déu.

## Història
Al principi, la revista duia el títol The Golden Age (L'Edat d'Or). La primera edició fou l'1 d'octubre de 1919. Era una revista que tractava moltes àrees distintes de l'actualitat. Alertava les persones del que passava en el món i els mostrava que la verdadera solució als problemes de la humanitat era el Regnat Mil·lenari de Crist, que segons la creença dels Testimonis de Jehovà introduiria una nova etapa per a la humanitat. Al llarg dels anys, la coberta de la revista ha tingut canvis, però l'orientació bàsica ha continuat sent la mateixa.
En l'edició del 6 d'octubre del 1937, el títol fou canviat pel de Consolation (Consol) i a partir de l'edició del 22 d'agost del 1946 es va adoptar el títol Awake!, en català Desperta't, que es manté fins avui. Pretenia fer èmfasi en el fet que les persones han de despertar en entendre el significat dels esdeveniments mundials.
Amb alguns canvis al llarg dels anys, especialment pel que fa a la part gràfica, la revista ha mantingut durant molts de temps un tiratge quinzenal en diversos idiomes i mensual en altres. Actualment surten 3 números diferents a l'any.

## Distribució

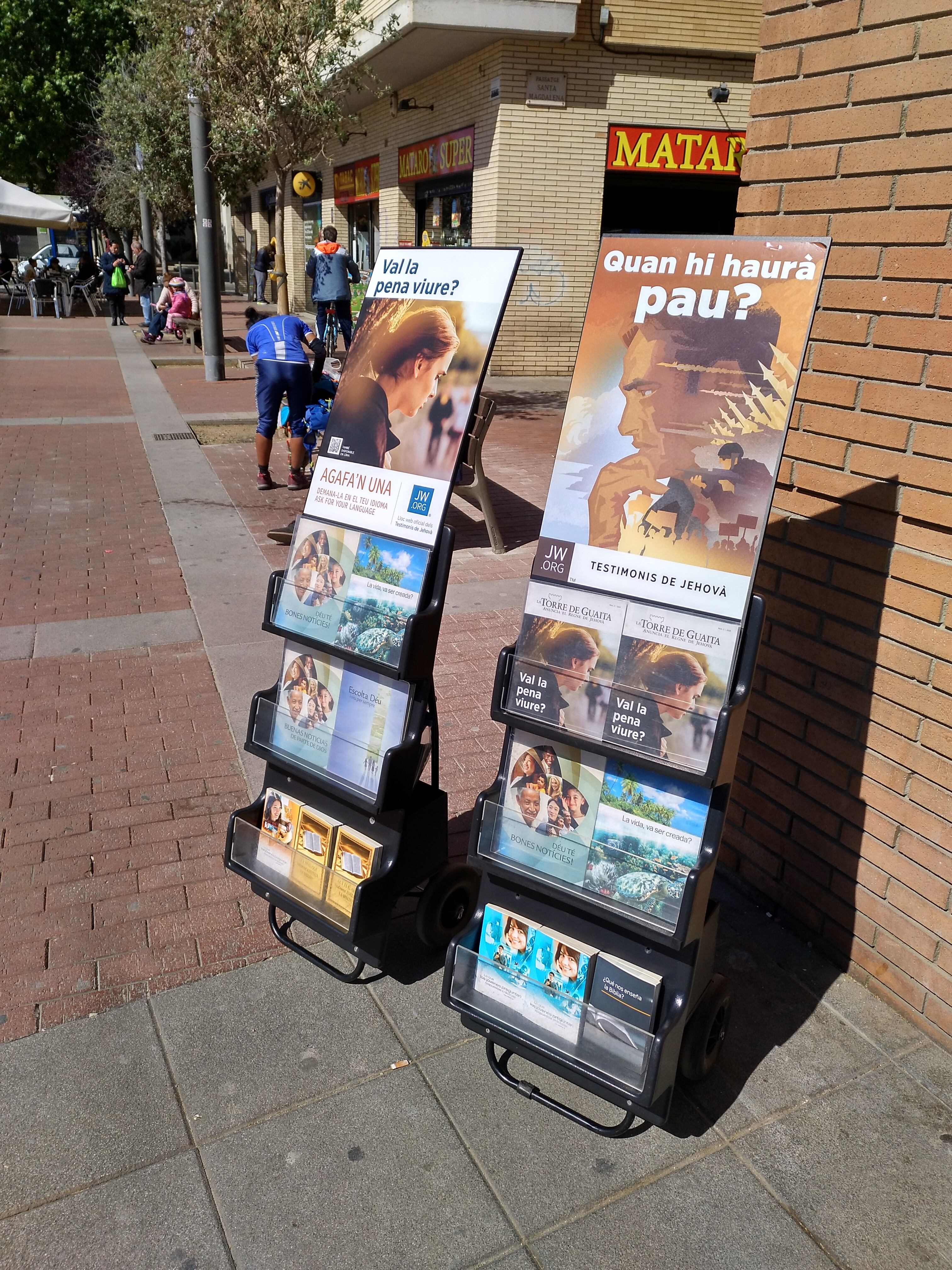
Expositors mòbils oferint les revistes La Torre de Guaita i Desperta't

Els Testimonis de Jehovà ofereixen als interessats la revista Desperta't en la seva tasca d'evangelització casa per casa, mitjançant expositors públics, així com en altres situacions diàries. Normalment, solen oferir-la juntament amb la revista La Torre de Guaita, també publicada pels Testimonis de Jehovà. Les revistes no es venen. Tanmateix, s'accepten donacions voluntàries que es fan servir per ajudar amb l'obra mundial, que inclou la producció, traducció, impressió i distribució de Bíblies i publicacions religioses. També les donacions serveixen per cobrir altres despeses com l'ajuda dels equips de rescat davant desastre naturals.
Actualment es publica en 225 idiomes i se n'imprimeixen quasi 93,35 milions per cada número. També està disponible en la seva edició de (MP3).

## Autoria
En totes les seves edicions, els drets d'autor pertanyen a la Societat Torre de Guaita de Bíblies i Tractats de Pennsilvània (Watch Tower Bible and Tract Society of Pennsylvania), als Estats Units d'Amèrica. Com és habitual en totes les publicacions d'aquesta societat actualment, els articles no van firmats per cap dels seus autors. Tanmateix, la autoria doctrinal correspon al Consell Rector.